# Medaille voor de Slag bij Kopenhagen in 1801
De Medaille voor de Slag bij Kopenhagen in 1801 was een Deense onderscheiding. De medaille was bestemd voor de Deense militairen die in 1801 waren betrokken bij de zeeslag bij Kopenhagen waren betrokken. Deense veteranen mochten de medaille dragen aan een lint in de kleuren van de Deense vlag.
De Denen noemen het gevecht de "Slaget på Reden". 
Tot teleurstelling van Horatio Nelson, als viceadmiraal betrokken bij de door de Britten gewonnen zeeslag, liet het Verenigd Koninkrijk geen medaille slaan. Nelson beschouwde de slag als zijn "zwaarst bevochten overwinning". 

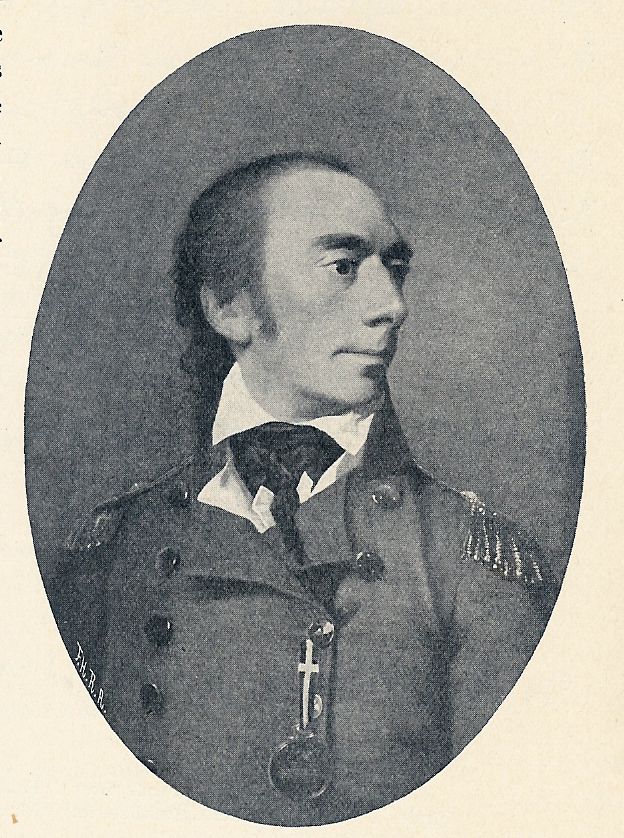
Lorentz Fjelderup Lassen (1756-1837) draagt de medaille; portret uit 1802 door Jens Juel